# Sete

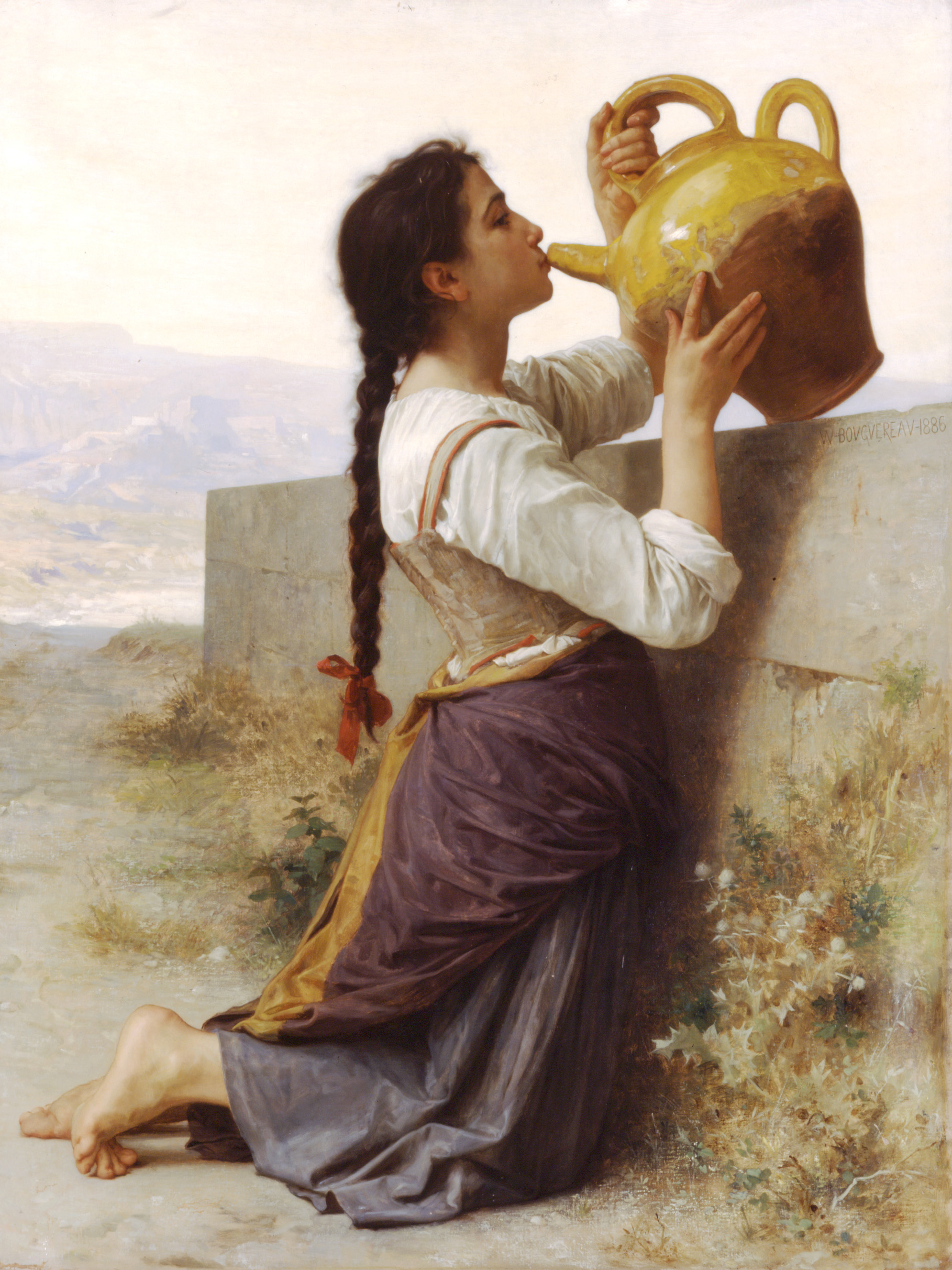
Il dipinto Sete, del pittore francese William-Adolphe Bouguereau (1886)

La sete è il desiderio istintivo di assunzione di liquidi che si manifesta sia negli animali che negli umani e li porta a bere.

## Eziologia
Il sintomo della sete indica uno sbilanciamento tra assunzione e perdita di liquidi e un'alterazione dell'equilibrio idro-salino, importante per l'omeostasi dell'organismo ed è fisiologicamente dovuto a osmocettori che rilevano la concentrazione plasmatica degli elettroliti, in particolare del sodio. Ciò può avvenire come conseguenza di una riduzione dell'ingestione di acqua, sia per carenze ambientali della stessa, sia per un suo ridotto assorbimento a livello dell'intestino; oppure può avvenire per un'aumentata perdita di acqua, come avviene nella sudorazione profusa, in caso di vomito o diarrea importanti, nelle emorragie, nella poliuria.
La sete può tuttavia essere patologica, come avviene nella polidipsia primaria, in cui vi può essere un interessamento diretto del centro della sete.